# Lebenswecker (Walzer)
Lebenswecker ist ein Walzer von Johann Strauss Sohn (op. 232). Das Werk wurde am 24. Januar 1860 im Sofienbad-Saal in Wien  erstmals aufgeführt. 

## Trivia
Der Name Lebenswecker wurde bereits vorher von Joseph Lanner für einen Walzer benutzt. Dieser hatte im Jahr 1836 den gleichnamigen Walzer (op. 104, Lanner Werke) herausgebracht.